# Кёлен-Делстра, Атье
Атье Кёлен-Делстра (нидерл. Atje Keulen-Deelstra, род. 31 декабря 1938 года, Грау, Нидерланды — ум. 22 февраля 2013 года, Леуварден, Нидерланды) — нидерландская конькобежка; серебряный и 2-кратная бронзовый призёр зимних Олимпийских игр 1972 года, 4-кратная чемпионка мира и 3-кратная серебряный и бронзовый призёр чемпионатов мира, 3-кратная чемпионка Европы, 4-кратная чемпионка Нидерландов в классическом многоборье и серебряный призёр.

## Биография
Атье Делстра, старшая из четырёх детей выросла на ферме, и как многие фризки начала кататься на коньках в раннем детстве. Как только фризские озёра и канавы замерзали, она под руководством своего отца Хейта тренировалась на трассе для шорт-трека. Помимо катания на коньках, она также участвовала в соревнованиях по лёгкой атлетике, гимнастике и корфболу.
В возрасте 15 лет впервые стала чемпионкой Фрисландии по шорт-треку среди юниоров. В 1962 году она вышла замуж и родила трёх детей вплоть до 1966 года. Казалось, что её спортивная карьера закончена, но после открытия арены Тиалф в Херенвене Атье Кёлен-Делстра вернулась на дорожку в 1967 году, выступая за региональную команду.
В возрасте 32-х лет, в 1970 году она выиграла чемпионат Нидерландов в многоборье. В этом же году стала впервые золотым призёром на чемпионате мира в классическом многоборье в Уэст-Аллисе и бронзовым на чемпионате мира в спринтерском многоборье в Уэст-Аллисе. На первом женском чемпионате Европы в Херенвене заняла 4-е место и повторила такой же результат в 1971 году. На чемпионате мира в классическом многоборье сломала коньки в забеге на 1500 м и снялась с соревновании.
В 1972 году Атье Кёлен-Делстра победила на чемпионате Нидерландов в многоборье, на чемпионате Европы в Инцелле и на чемпионате мира в классическом многоборье в Херенвене. На чемпионате мира по спринту финишировала 4-й. В феврале на зимних Олимпийских играх в Саппоро завоевала серебряную медаль в беге на 1000 м и две бронзовые медали на дистанциях 1500 м и 3000 м.
В 1973 и 1974 годах она выиграла многоборье на чемпионате Нидерландов, на чемпионате Европы в Брондбю, на чемпионате мира в классическом многоборье в Стрёмсунде и стала второй на чемпионате мира в спринтерском многоборье в Осло. Через год история повторилась. Она победила в третий раз на чемпионате Европы в Алма-Ате, на чемпионате мира в классическом многоборье в Херенвене и вновь заняла 2-е место на чемпионате мира в спринтерском многоборье в Инсбруке.
24 февраля 1974 года она официально завершила карьеру конькобежки на длинные дистанции.
В 1975 году Ати Кёлен-Делстра переключилась на марафон и стала пятикратной чемпионкой Нидерландов 1975, 1976, 1977, 1978 и 1980 годов, причём последний титул завоевала в 41 год. В 1997 году она проехала Эльфстедентохт через несколько недель после травмы в дорожно-транспортном происшествии.

## Личная жизнь
Атье в марте 1962 года вышла замуж за скотовода Йелле Кёлена и родила трёх детей с 1963 по 1966 год - Баукье, Кес и Гос. Её дочь Баукье также выступала на национальном уровне в конькобежном спорте на длинной дорожке. Атье скончалась 22 февраля 2013 года в возрасте 74 лет в медицинском центре Леувардена от последствий инфаркта ствола головного мозга. 30 сентября 2016 года 400-метровый каток в Леувардене был назван в честь неё "Atje Keulen-Deelstra-baan".

## Награды
- 1999 год - названа фигуристкой века во Фризии.